# Erbsengasse (Bozen)

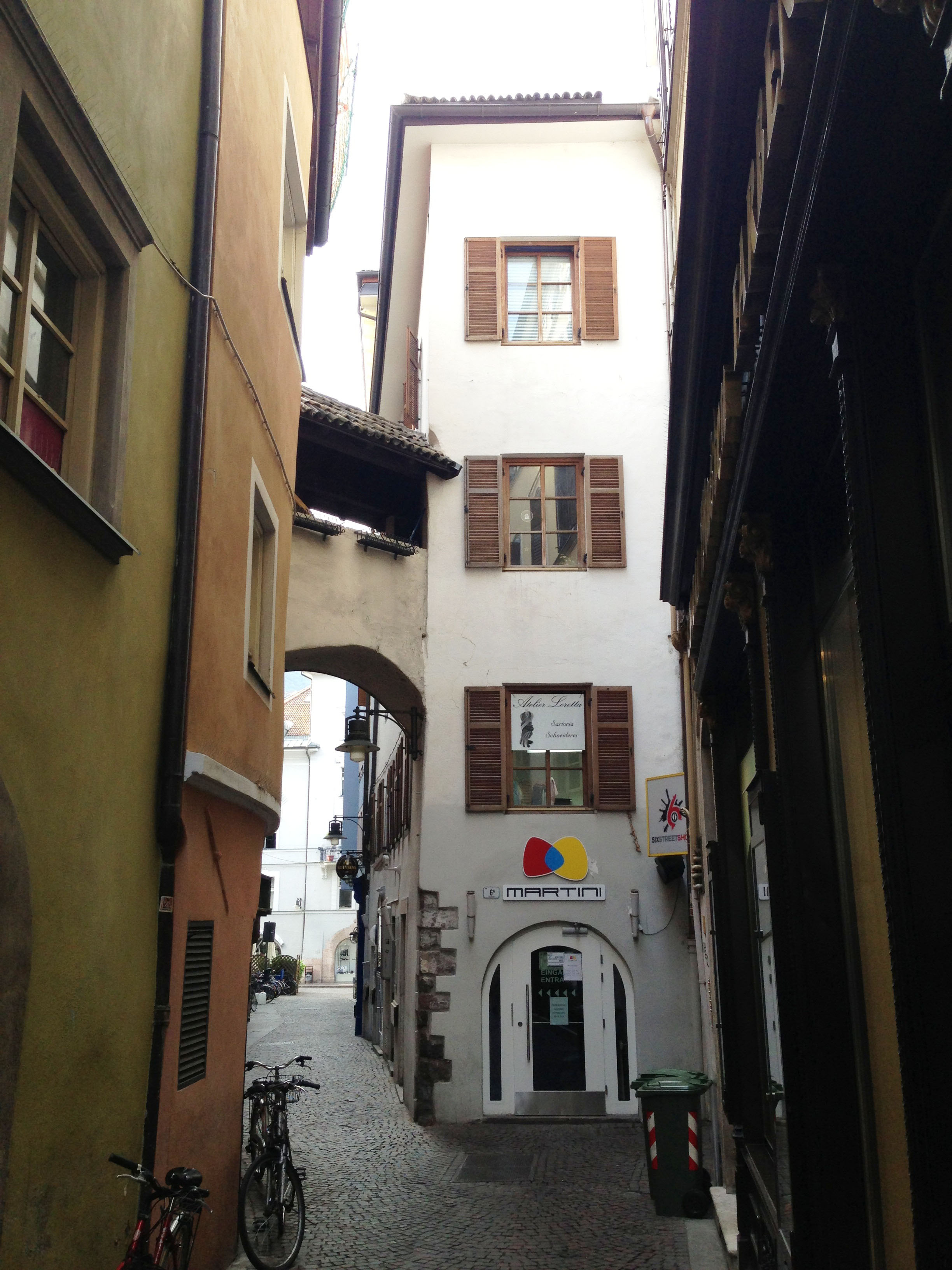
Erbsengasse 8

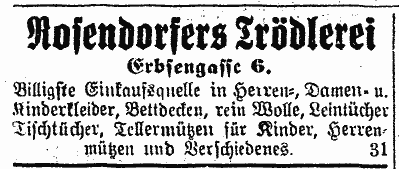
Annonce in den Bozner Nachrichten vom 5. Januar 1919 mit Nennung der Erbsengasse

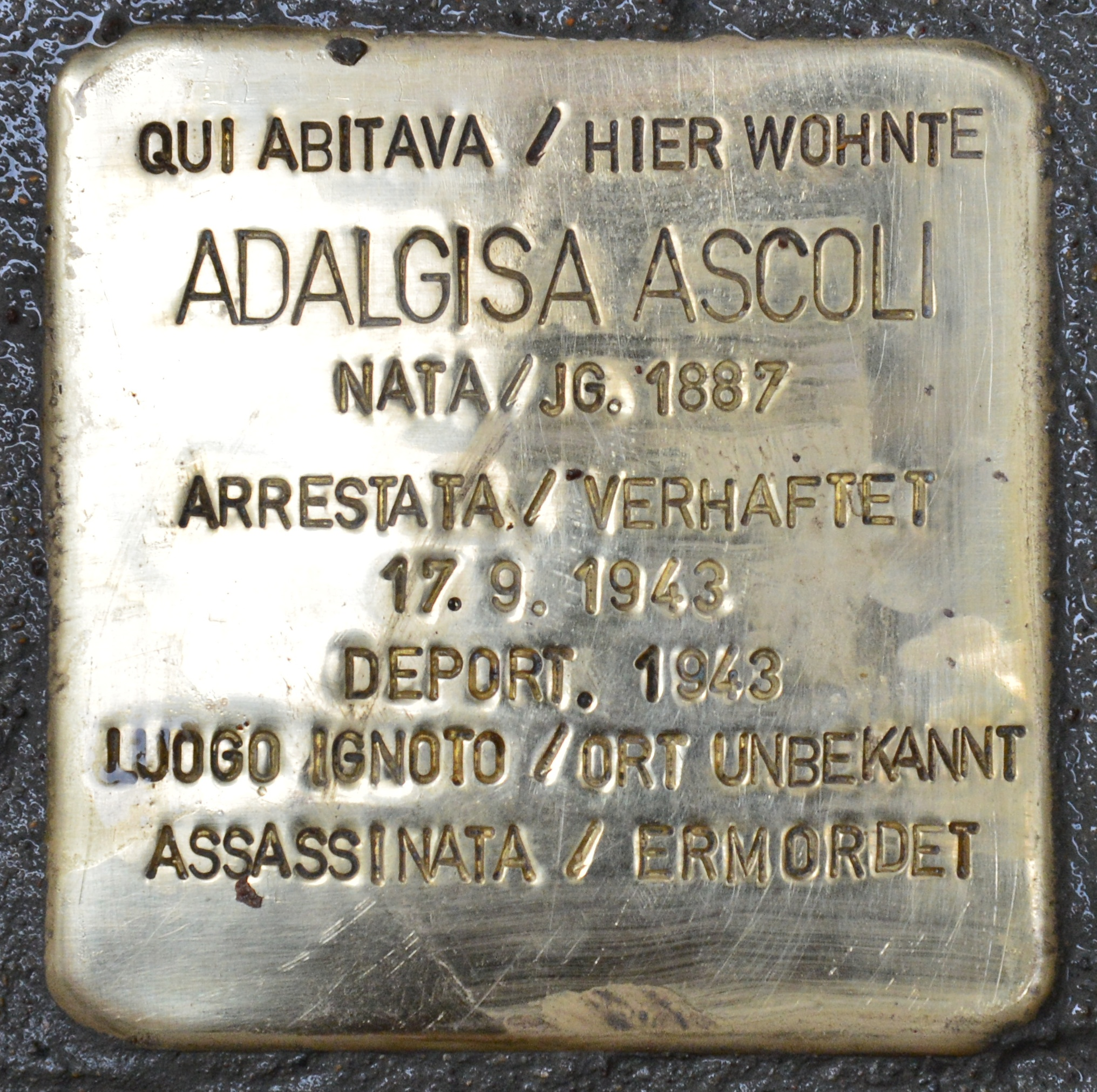
Stolperstein für Adalgisa Ascoli, Erbsengasse 8

Die Erbsengasse (italienisch Vicolo delle Erbe) ist eine schmale Gasse im altstädtischen Bereich der Südtiroler Landeshauptstadt Bozen, die von der Museumstraße, kurz vor deren Einmündung auf den Obstplatz, südseitig abzweigt.

## Geschichte
Die Erbsengasse ist 1372 als contrata posterior, ubi itur ad macellum superiorem, 1546 als clain mistgassl, so zu der Fleischgassen geet, und 1597 als Koth- oder Arbisgassl bezeugt; die Bezeichnung als Erbsengasse könnte daher von einem 1472 dort wohnhaften Arbeys schneider rühren. Im 19. Jahrhundert wurde die Gasse im Volksmund auch Judengassl genannt, da hier  ein jüdischer Betsaal bestand und schon seit dem 16. Jahrhundert jüdische Familien ansässig waren (Gerson-Marx). In der Zeit des Faschismus wurde die Gasse 1923 einsprachig zur Via dei Cavallari (Rossknechtgasse) umbenannt, ehe 1946 die alte Bezeichnung (samt neuer italienischer Übersetzung) wieder hergestellt wurde.
Die östliche Häuserreihe bildet die Hinterseite der Blockrandverbauung des Obstplatzes. Besonders charakteristisch in der engen und leicht verwinkelten Erbsengasse sind ein alter gemauerter, flachbogig unterwölbter Balkon bei Haus Nr. 11 und ein über die Gasse gespannter, unterwölbter Verbindungsgang zwischen den Häusern Nr. 6 und 7.
1875 wurde in der Erbsengasse 12 der spätere Filmregisseur Cornelius Hintner geboren.
2015 wurde in der Erbsengasse vor dem Haus Nr. 8 ein Stolperstein für das hier wohnhafte Holocaust-Opfer Adalgisa Ascoli (1887–1943 [?]) verlegt.
Die Erbsengasse gehört zu Bozens Fußgängerzone.